# Eremochrysa (Chrysopiella) brevisetosa
Eremochrysa (Chrysopiella) brevisetosa is een insect uit de familie van de gaasvliegen (Chrysopidae), die tot de orde netvleugeligen (Neuroptera) behoort. 
Eremochrysa (Chrysopiella) brevisetosa is voor het eerst wetenschappelijk beschreven door Adams & Garland in 1981.